# Spybot - Search & Destroy
Spybot-Search & Destroy é um programa que elimina malwares, spywares e adwares. Funciona com o Microsoft Windows 95 em diante; como a maioria dos buscadores de malware, o Spybot-S&D explora o HD ou a memória RAM do computador em busca de softwares maliciosos.
Foi escrito pelo engenheiro de software alemão Patrick Michael Kolla, e é distribuído sobre a licença freeware por sua companhia, Safer Networking Limited. O desenvolvimento do software começou no ano de 2000 quando Kolla, ainda estudante, escreveu um pequeno programa para dar conta de Aureate/Radiate e Conducent TimeSink, dois dos primeiros exemplos de adware. Sua última versão é a 2.7.64 Final.
O Spybot ainda conta com diversas camadas de proteção além do scanner. As proteções são:
- Proteção em Tempo Real (TeaTimer) que funciona monitorando por completo o Registro do Windows e protegendo contra processos maliciosos.
- Proteção dos navegadores Opera, Firefox e Internet Explorer, bloqueando sites maliciosos, cookies de rastreamento e controles ActiveX nocivos(IE).

## Clones
Devido ao seu sucesso, algumas firmas clonaram o "Spybot-Search & Destroy", com o motivo de enganar o usuário, mostrando uma lista de ameaças detectadas no seu sistema, que na realidade não existem e fazendo o utilizador comprar o programa. Alguns desses programas são "1 Click Spy Clean", "TheSpyBot", "Spybot Protection" e "AntiSpywareBot". Estes programas são chamados de "Rogue Software", ou seja "Software Falso".